# Grandhotel Pupp
Grandhotel Pupp je pětihvězdičkový hotel v lázeňské zóně Karlových Varů s 228 pokoji. Objekt je chráněn jako kulturní památka České republiky.

## Historie

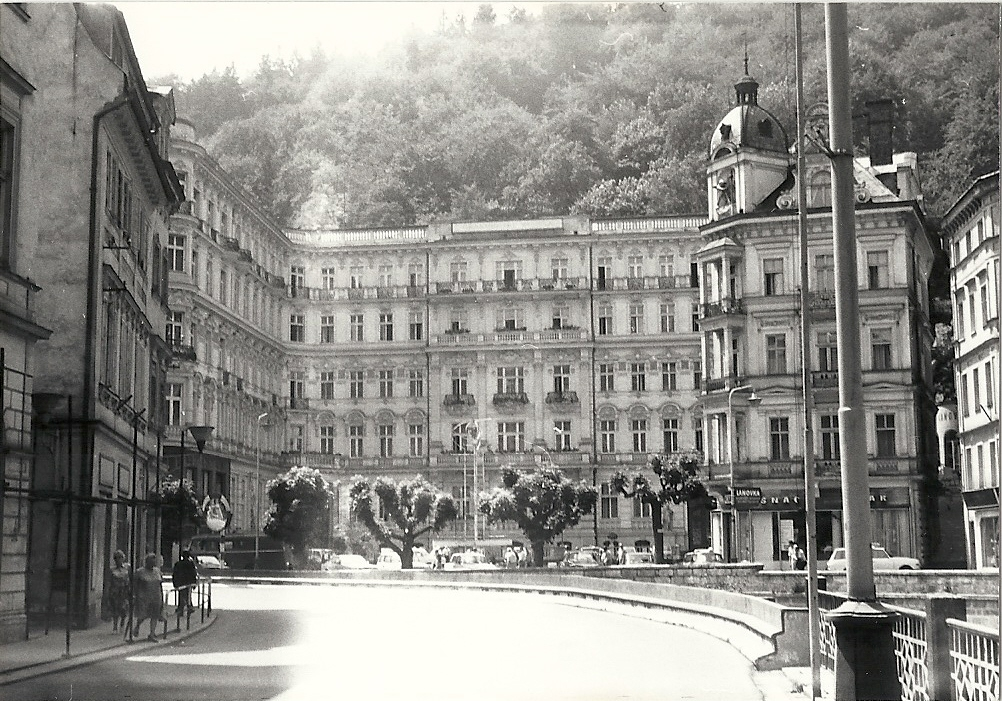
Grandhotel v roce 1977

Na místě dnešního hotelu při ohybu řeky Teplé se až do počátku 18. století rozkládala louka, která patřila karlovarskému starostovi Andreasu Wenzelu Becherovi (starostou v letech 1693–1713 a v roce 1732). V roce 1690 zde byla vybudována promenádní cesta, známá pod označením Stará louka. Podél ní se začaly stavět první hrázděné domy. V době lázeňské sezóny zde panoval čilý ruch.

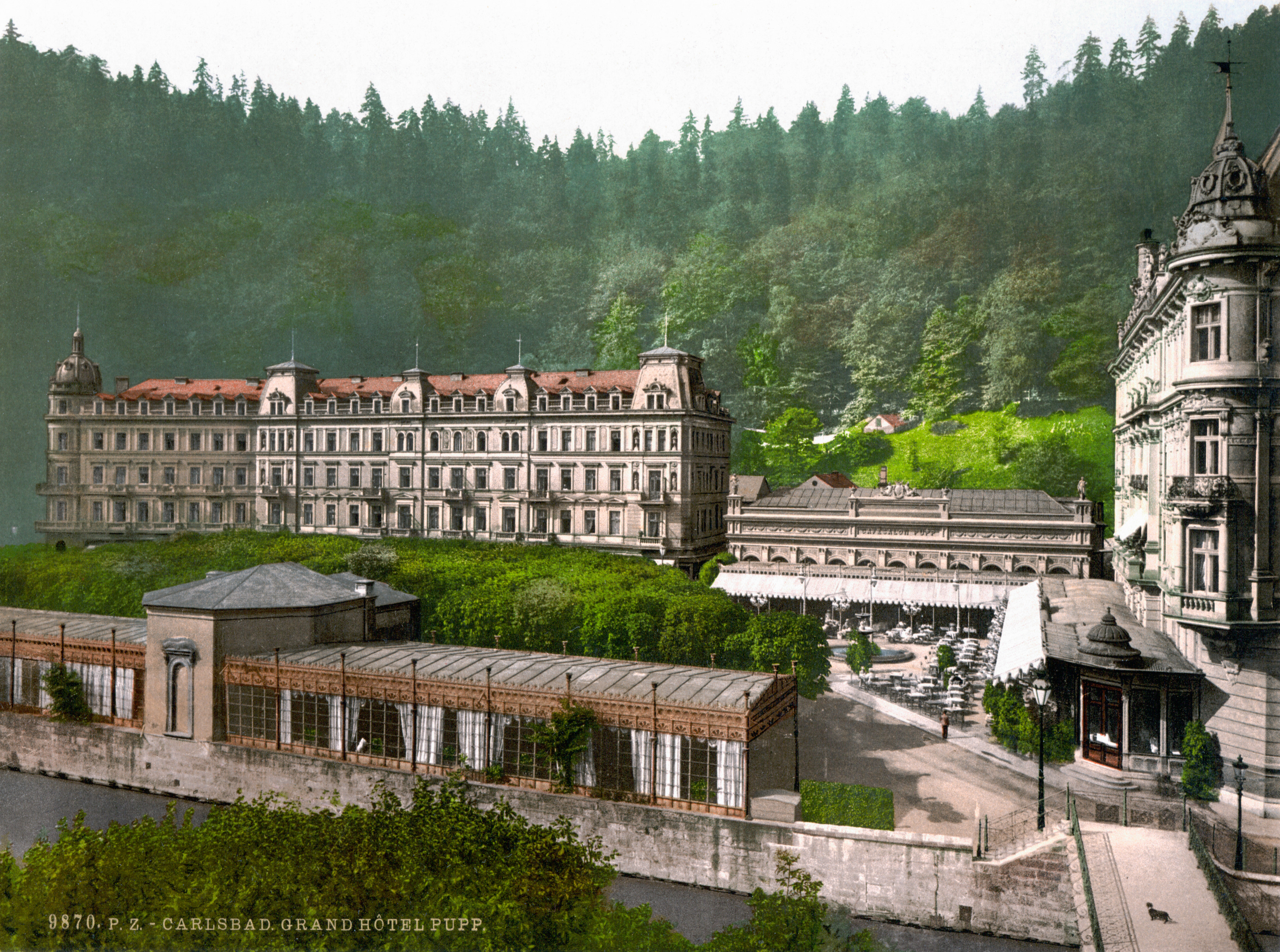
Grandhotel na přelomu 19. a 20. století

Historie hotelu sahá až do roku 1701. Do historie hotelu se na počátku zapsali dva karlovarští starostové. První z nich Anton Deiml, postavil roku 1701 Saský sál. Říkalo se mu Deimlisches Lusthaus nebo také Salle de l’Assemblée. Na stavbu přispěl saský kurfiřt Friedrich August, a proto dostal lusthaus název Saský sál. Podle jiného výkladu šlo o pojmenování podle číšníků z Lipska. Sedm let po jeho dokončení nechal na sousední parcele postavit jiný karlovarský starosta Andreas Wenzel Becher konkurenční Becheres Lusthaus. Podle sezónních obsluhujících číšníků z Prahy se mu říkalo Český sál.
V roce 1767 přišel pracovat do Karlových Varů k místnímu cukráři Mitterbachovi cukrář Jan Jiří Pop, který se později začal podepisovat pod jménem Johann Georg Pupp, rodák z Veltrus. Dne 17. ledna 1775 se oženil s Mitterbachovou dcerou Františkou. Manželé dobře naložili s věnem. Franciska měla obchodního ducha a 1. března 1775 zakoupila od vdovy po starostovi Becherovi paní Anny Sabiny třetinu Českého sálu, o rok později, dne 30. ledna 1776, koupila od další vdovy Josefy Becherové druhou třetinu a konečně 27. ledna 1778 koupil Johann Georg Pupp poslední třetinu. Na Českém sálu vázly ještě nějaké dluhy, po jejich splacení se roku 1782 stal Český sál majetkem Puppů, nezatíženým břemeny. Mezi stromy upravil podle přání hostů cesty a zvýšil počty laviček. Lipovému stromořadí se začalo říkat Puppovská alej, která se stala oblíbenou lázeňskou promenádou. Český sál, ještě na přelomu 18. a 19. století označován jako Poppischer Saal, později Puppovský sál, začal v konkurenci se Saským sálem vítězit.
Johann Georg Pupp ve své závěti po smrti své ženy Franzisky odkázal Český sál svému prvorozenému synovi Josefovi. V závěti bylo přání, aby v případě, že Josef zůstane bezdětný, prodal Český sál svému bratrovi Johannovi. Josefovo manželství zůstalo bezdětné, což komplikovalo dědictví. Josef však neměl talent pro podnikání, provázely ho dluhy, a když onemocněl, daroval Český sál své ženě Barboře, která se darovací smlouvou z 18. listopadu 1822 stala majitelkou Českého sálu. Ještě předtím postihla v roce 1821 Puppův sál a celé Karlovy Vary ničivá povodeň. Rozvodněná říčka Teplá v noci z 9. na 10. září zatopila celé přízemí Českého sálu tak, že bylo neopravitelně zničené. Lipová alej, chlouba parku více než sto let, byla zcela zatopená a staré stromy začaly později odumírat a v letech 1825–1826 musely být pokáceny. Český sál si však nárokoval Johann Pupp a dlouhé roky vedl s Barborou Puppovou soudní spor, který nakonec prohrál. Spory se však Barboře Puppové vymstily. Po smrti manžela nedokázala splácet dluhy, věřitelé ji poslali do konkurzu a Český sál musela roku 1827 v nouzi prodat. Noví majitelé, zčásti příbuzní Puppů, získali Český sál, aby jej později mohli postoupit dětem Johanna Puppa a Český sál se dostal zpět do rodiny Puppů.
Český sál se dostal zpět do držení Puppů až 20. června 1872, tedy po téměř padesáti letech. Nejprve koupili Anton, Julius a Heinrich Puppové třípětinový podíl a po smrti jejich matky Theresie Puppové získali zbývající dvě pětiny Českého sálu do společného majetku.
Saský sál koupil v roce 1869 karlovarský podnikatel Hammerschmidt a již v roce 1872 jej prodal majitelům loketské porcelánky. Později jej jeho dědicové získali zpět a prodali Puppům.
Potomci později odkoupili zbytek okolních pozemků, kromě pozemku rodiny Deimlů, na němž stál Dům Boží oko. Až těsně před druhou světovou válkou, roku 1934, se podařilo rodině Puppů odkoupit Dům Boží oko v dražbě a ještě před začátkem druhé světové války ho architektonicky začlenili do příčného křídla Grandhotelu. Roku 1877 byl postaven Parkhotel, který byl vzápětí rozšířen o další přístavbu.
V listopadu 1892 byla zahájena demolice Českého a Saského sálu a začata nová výstavba Grandhotelu Pupp podle návrhu vídeňských architektů Příhody a Němečka, nikoliv často mylně uváděných architektů Fellnera a Helmera, kteří jsou až autory novobarokního vzhledu z let 1905–1907. V následujících dvou letech byl komplex budov dostavěn. Otevření dokončeného hotelu se konalo 13. května 1894 při zahájení sezóny. Poslední předválečná adaptace proběhla v roce 1937. Od podzimu, už po připojení Sudet k Německu, se hotel prezentoval jako Grand- und Park- Hotel Pupp. Po druhé světové válce byl hotel znárodněn a konfiskací skončila rodinná historie Puppů v Karlových Varech. V roce 1951 byl hotel přejmenován na Grandhotel Moskva. V roce 1957 byl v některých reklamních materiálech uváděn hotel jako Grandhotel Moskva - Čedok. Dva roky předtím se totiž dostal do správy Čedoku. První poválečná rekonstrukce hotelu byla provedena v letech 1964–1968. Investorem byl státní podnik Interhotel Karlovy Vary, dodavatelem Pozemní stavby Karlovy Vary.
Jen několik dní po začátku tzv. sametové revoluce byl z průčelí odstraněn nápis Grandhotel Moskva a nahrazen tradičním Grandhotel Pupp. Následně byla zahájena příprava na přeměnu hotelu ze státního podniku na akciovou společnost. Zápis do obchodního rejstříku byl proveden 29. prosince 1990. Za necelé další dva roky došlo k narovnání s dědici rodiny Puppů o využívání tradičního názvu Grandhotel Pupp, který pod tímto jménem nadále šíří slávu hotelu po celém světě.
V 90. letech se k vlastnictví hotelu otevřeně hlásili známý pražský advokát Jan Souček a podnikatel Radovan Květ. Advokát Jan Souček byl také více než 20 let právním zástupcem Grandhotelu Pupp.

## Stavební podoba
Hotel vznikl z celé řady menších budov, které Puppové postupně koupili a následně přestavěli. Proces kupování, budování a přestaveb trval téměř 150 let. Dnešní historizující podoba hotelu pochází z jeho přestavby v letech 1892–1893. Hlavní hotelová křídla stojí na půdorysu písmene T. V přízemí se nachází prosklený prostor, spojující Grandhotel s Parkhotelem. Hodnotné jsou interiéry s bohatou štukovou výzdobou.

## Významní hosté
V Grandhotelu Pupp se za jeho dlouhou historii ubytovaly již tisíce známých osobností, např. skladatelé Johann Sebastian Bach, Ludwig van Beethoven či Richard Wagner, ruský car Petr Veliký, rakouská císařovna Marie Terezie, britský král Eduard VII., španělský král Juan Carlos I., norský král Harald V., herci Michael Douglas, Ornella Muti, Claudia Cardinalová či Danny DeVito, dále Otto von Bismarck, Napoleon Bonaparte, Franz Kafka, Giacomo Casanova, Karl Marx, Jurij Gagarin, Jaromír Jágr, Antonio Banderas, Renée Zellweger, John Malkovich, Ashley Judd, John Travolta a další.[zdroj?]

### Úsměvná historka skalhotami krále Eduarda VII.
Roku 1907 pobýval v hotelu anglický král Eduard VII. Před slavnostní večeří šel na procházku do lesa, kde si roztrhl kalhoty. Došel do nejbližšího krámku, kde si koupil nové. Ty ovšem předtím dlouho ležely v regálu. S pomačkanými kalhotami odešel na večeři. Zde si pánové a dámy všimli podivných čar vpředu i vzadu na nohavicích. Druhý den při snídani na počest krále, přišli karlovarští pánové s nažehlenými puky na svých kalhotách, aby nezaostali za posledním výkřikem anglické módy. Tak byly vynalezeny puky na kalhotách.

## Hotel a film
V roce 1984 spolupracovali zaměstnanci jako konzultanti k seriálu Rozpaky kuchaře Svatopluka. V Grandhotelu Pupp se v roce 2006 natáčely scény dokonce hned pro dva úspěšné filmy, a to:
- pro film Poslední prázdniny (v orig. Last Holiday) v hlavní roli s Queen Latifah a Gérardem Depardieu
- pro bondovku Casino Royale jako Hotel Splendide v Černé Hoře

Další zde natáčené filmy: Prsten Nastassja Kinski a Michael York, Šanghajští rytíři Jackie Chan a Owen Wilson, La Vie en Rose; a seriály: Philanthropist nebo Missing v blízkosti Grandhotelu Pupp.